# Ein Abend mit Freddy Quinn
Ein Abend mit Freddy Quinn ist ein Kompilationsalbum des österreichischen Schlagersängers Freddy Quinn, das 1986 im Musiklabel Polydor auf Schallplatte (Nummer 831 018-1) erschien. Das Album konnte sich nicht in den deutschen Albumcharts platzieren. Singleauskopplungen wurden keine produziert. Alle Lieder waren zuvor bereits von Quinn veröffentlicht worden.

## Titelliste
Das Album beinhaltet folgende 16 Titel:
- Seite 1

1. Und darum bin ich heute wieder hier
2. Heimweh
3. Die Gitarre und das Meer
4. Große Freiheit Nr. 7
5. La Paloma
6. My Bonny Lies Over The Ocean
7. Junge, komm bald wieder
8. Morning Sky

- Seite 2

1. Dafür lebe ich
2. Der Junge von St. Pauli
3. Heimatlos
4. Hundert Mann und ein Befehl
5. Rolling Home
6. El Gaucho
7. Ich Weiß, dass wir uns einmal wiederseh’n
8. Nicht eine Stunde tut mir leid